# Bo d'empresa patrocinada pel govern
Un bo d'empresa patrocinada pel govern —Agency bond en anglès — és, als Estats Units, un bo emès per una empresa patrocinada pel govern (government-sponsored agency). Els bons emesos per empreses patrocinades pel govern estan recolzades pel govern nord-americà, però en cap cas estan garantides pel govern en tant que aquest tipus d'empresa té la consideració d'entitat privada. La peculiaritat d'aquestes empreses patrocinades rau en el fet que són empreses privades, però varen ser creades pel Congrés dels Estats Units amb la finalitat de permetre a certs sectors socials tenir accés a finançament, i que aquest sigui a baix cost -p. ex. estudiants o compradors de primer habitatge-. Les empreses patrocinades més important són Federal National Mortgage Association (Fannie Mae), Federal Home Loan Mortgage Corporation (Freddie Mac) i Student Loan Marketing Association (Sallie Mae). Els bons emesos per empreses patrocinades generalment estan exempts d'impostos locals o estatals, però no dels impostos federals.